# كايا–إيلويلو
نادي كايا لكرة القدم هو نادي كرة قدم في الفلبين تأسس في يوليو 1996 ويقع مقره في مدينة ماكاتي. يلعب في دوري الفلبين الممتاز لكرة القدم. يدربه كريس غريتويتش. تعود ملكية النادي لسانتياغو أرانيتا.

## روابط خارجية
- الموقع الرسمي